# Wolfgang Fischer
Wolfgang Fischer (Carolath, 11 de diciembre de 1888 - Mareth, 1 de febrero de 1943) fue un Generalleutnant en la Heer (Ejército) de la Alemania Nazi durante la II Guerra Mundial. Murió el 1 de febrero de 1943 en las cercanías de Mareth en Túnez cuando su coche entró en un campo de minas italiano mal marcado y pisó una mina. Perdió el brazo izquierdo y ambas piernas en la explosión. Se desangró hasta morir mientras escribía una carta de despedida a su esposa.

## Carrera
Fischer empezó su carrera uniéndose al 154º (5º Bajo Silesio) Regimiento de Infantería como cadete (Fahnenjunker) el 18 de marzo de 1910.
Cuando estalló la I Guerra Mundial, fue transferido al 7º Regimiento de Infantería Landwehr como jefe de pelotón. Después fue nombrado adjunto de la 3ª División Landwehr a finales de 1915 y mantuvo el mismo rango en la 22ª Brigada de Infantería Landwehr en el otoño de 1917, sirviendo en el frente occidental. Pasó a ser capitán al final de la guerra y se unió a un batallón de voluntarios durante la Revolución alemana de 1918-19.
Se unió al Reichswehr en 1919 y fue enviado al 3º (Prusiano) Regimiento de Infantería en Deutsch Eylau (ahora Iława, Polonia) entre 1920-29. Entre 1929 y 1934, fue comandante de compañía en el 6º Regimiento de Infantería en Lübeck. Asumió el mando del 69.º Regimiento de Infantería el 4 de febrero de 1938 durante la purga Blomberg-Fritsch de 1938.
Como Oberst en 1939, comandó el 69.º Regimiento de Infantería y la 10ª Brigada de Rifles de la 10ª División Panzer a finales de 1939-41. Fue ascendido a Generalmajor el 1 de agosto de 1942, un día antes tomó el mando de la 10ª División Panzer, y a Generalleutnant el 1 de noviembre de 1942.
El lunes 1 de febrero de 1943, yendo por un campo de minas mal señalizado al Oeste de Kairuan, el coche de Fischer hizo detonar una mina italiana llamada "huevo del diablo" que le amputó las dos piernas y el brazo izquierdo. Minutos después fallecía a consecuencia de sus graves heridas.
Fue promovido póstumamente al rango de General der Panzertruppen.

## Fechas de ascensos
- Cadete - (Fahnenjunker) (18 de marzo de 1910)
- Teniente - (Leutnant) (18 de agosto de 1911)
- Teniente Primero - (Oberleutnant) (Fecha desconocida)
- Capitán - (Hauptmann) (20 de septiembre de 1918)
- Coronel - (Oberst) (1 de agosto de 1937)
- Mayor general - (Generalmajor) (1 de agosto de 1941)
- Teniente General - (Generalleutnant) (1 de noviembre de 1942)
- General de Tropas Acorazadas - (General der Panzertruppen) (1 de abril de 1943 a título Post mortem)

## Condecoraciones
- Cruz de Hierro (1914) 2ª y 1ª Clase
- Broche de la Cruz de Hierro (1939) 2ª y 1ª Clase
- Insignia de Combate de Tanques
- Cruz de Oro Alemana el 22 de abril de 1942 como General Mayor y comandante de la 10.ª División Panzer
- Cruz de Caballero de la Cruz de Hierro con Hojas de Roble
  - Cruz de Caballero el 3 de junio de 1940 como Coronel y comandante de la 10° Brigada de Rifles
  - 152ª Hojas de Roble el 9 de diciembre de 1942 como Teniente General y comandante de la 10.ª División Panzer
- Cruz de Honor para los Combatientes del Frente de 1914-1918
- Premio de la Wehrmacht de 1.ª Clase por 25 años de Servicios
- Insignia de herido en negro de 1939
- Medalla "Batalla de invierno en el Este 1941/42"